# Ашкенас, Джереми
Джереми Ашкенас (англ. Jeremy Ashkenas; род. XX век, США) — американский информатик, программист, создатель языка программирования CoffeeScript, JavaScript-библиотек Backbone.js и Underscore.js. Являлся докладчиком на многочисленных конференциях и событиях.
В данное время работает в New York Times и DocumentCloud.